# نیسلونگل
نیسلونگل (به آلمانی: Nesselwängle) یک منطقهٔ مسکونی در اتریش است که در ناحیه رویت واقع شده‌است. نیسلونگل ۲۳٫۰۲ کیلومتر مربع مساحت دارد ۱٬۱۳۶ متر بالاتر از سطح دریا واقع شده‌است.